# Arktur
Arktur ili Arcturus (α Bootes) je najsjajnija zvijezda sjevernog neba u zviježđu Volar. Uočljiva u proljeće. Prividni sjaj Arktura je - 0,04. 
Nebeske koordinate su: R/A: 14h 15´ 39,7˝      DEC.: 19° 10´ 57˝.
Apsolutne veličine -0,33 sjajniji je od Sunca 115 puta, i udaljen 36 svjetlosnih godina od nas. Narančasta zvijezda površinske temperature 4300°K. Div spektralnog tipa K2, mase 1,5 puta veće od Sunca i promjera 24,5 puta većeg od Sunca.
U njegovoj jezgri je prestala fuzija vodika. Pretpostavlja se da je već počela fuzija helija u ugljik.

## Vanjska poveznice
- Spektar zvijezde Arktur